# تعليم قائم على نتيجة

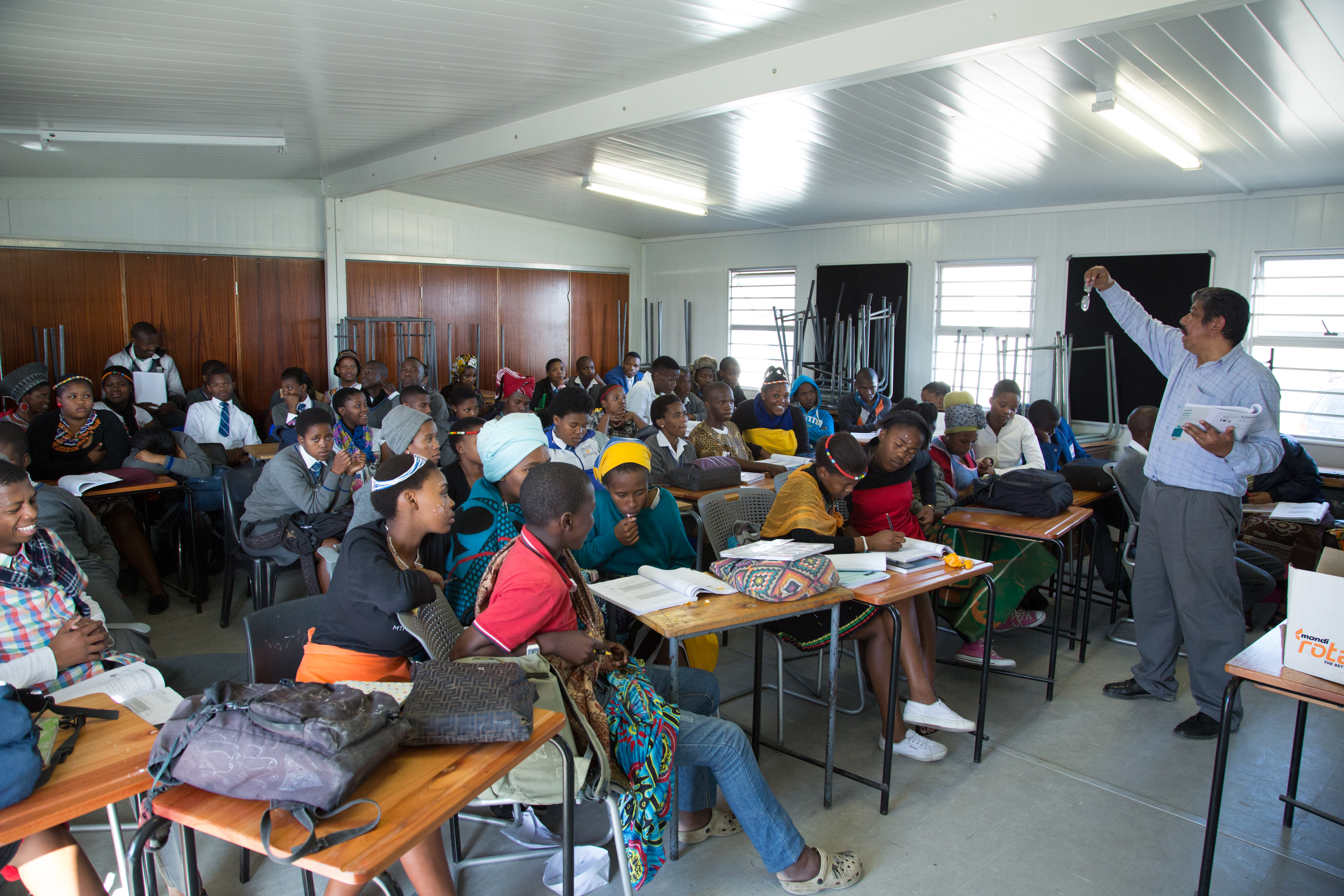
مدرسة ثانوية في كيب تاون بجنوب إفريقيا

تعتبر أساليب التعليم القائم على النتيجة (بالإنجليزية: Out-come Based Education)، هي أساليب خاصة بالتعلّم المتمركز حول الطالب والتي تركز على القياس التجريبي لأداء الطالب («النتيجة»). يتعارض التعليم القائم على النتيجة مع التعليم التقليدي، الذي يركّز في الأساس على المصادر المتاحة للطالب، والتي تُسمى مدخلات. وبينما تدمج عادةً عمليات تنفيذ التعليم القائم على النتيجة مجموعة متعددة من النماذج والأفكار التربوية التقدّمية، مثل إصلاح منهج الرياضيات وجدول القطاع الزمني والتعلّم القائم على المشروعات وقراءة المدخل اللغوي الكلّي، لا يحدد التعليم القائم على النتيجة بحد ذاته أو يتطلّب أي أسلوب خاص بالتدريس أو التعلم. فمثلاً، فهو يتطلب أن يُظهر الطلاب ما تعلّموه من المهارات والمحتوى المطلوبين. وعلى الرغم من ذلك فمن الناحية العملية، يحث التعليم القائم على النتيجة بوجهٍ عام على استخدام المناهج الدراسية والتقييم القائمين على أساليب البنائية ولا يشجّع على استخدام مناهج التعليم التقليدية القائمة على أساس تقديم التوجيهات المباشرة للوقائع والأساليب المعيارية.
وتحدد كل وكالة تعليمية مستقلة النتائج والأساليب الخاصة بها من ناحية قياس مدى إنجاز الطالب طبقًا لهذه النتائج. ويمكن استخدام نتائج هذه المقاييس لأغراضٍ مختلفة. فعلى سبيل المثال، قد تستخدم إحدى هذه الوكالات المعلومات لتحديد إلى أي مدى يعمل النظام التعليمي ككل بنحوٍ جيد، وتستخدم أخرى التقييمات التي قامت بها لتحديد إذا ما كان الطالب قد تعلّم المادة المطلوب منه تعلّمها أم لا.
وقد استطاع عدد كبير من الطلاب في العديد من الدول أن يتكيفوا مع الأساليب التعليمية القائمة على أساس النتائج. ففي الولايات المتحدة، بدأ تقييم المهارات الأكاديمية في ولاية تكساس في عام 1991، وفي أستراليا، فقد نقد الآباء والمعلمون تطبيق نظام التعليم القائم على النتيجة في أستراليا الغربية على نطاقٍ واسع وقد انتهى النظام تقريبًا في يناير 2007 هناك.أما في شمال أفريقيا فقد انتهى نظام التعليم القائم على النتيجة في منتصف عام 2010. وعلى نطاقٍ أصغر، فقد استخدم المعلمون الفرديون حول العالم في الدول بعض من تدريبات برنامج التعليم القائم على النتيجة، مثل عدم قبول أي طالب لا يعرف المادة المطلوبة.
وقد كان التعليم القائم على النتيجة مصطلحًا شائعًا في الولايات المتحدة خلال فترة الثمانينات وبداية التسعينيات من القرن العشرين، وهو يسمى أيضًا التعليم المُتقن والتعليم القائم على الأداء وأسماء أخرى.

## ما هو التعليم القائم على النتيجة؟
هو عادةً ما يكون المجهود الذي تبذله الوكالة التعليمية المحلّية أو الحكومية من حيث تنظيم جميع خصائص التدريس والمدرسة (متضمنة، الأهداف والمناهج الدراسية والتوجيهات والتقييم) حتى يمكن الحصول على نتائج مخططة ومحددة (وهي عادةً ما تشمل النتائج غير المعرفية بالإضافة إلى النتائج المعرفية) مع وجود توقّع عام بأن الطلاب سيظهرون مثل هذه النتائج.
إن التعليم القائم على النتيجة هو مجهود تعليمي يعمل على تقارب التركيز التقليدي على ما تقدمه المدرسة (الوسائل + الغايات) للطالب (انظر أرسطو علل أربع: العلة الفاعلية)، وذلك من أجل إظهار الطلاب بأنهم «لديهم المعرفة ولديهم القدرة على القيام بأي شيء» مهما تكن النتائج المطلوبة (العلة المادية).
وتؤكد الإصلاحات المُجراة في نظام التعليم القائم على النتيجة على وضع معايير واضحة من أجل الحصول على نتائج يمكن ملاحظتها وقياسها. كيان ذو أهمية للمصادر الاستنتاجية في قاعدة بيانات مركز معلومات مصادر التعلم يقدم مادة بحثية تمت مراجعتها من قبل نظراء حول متطلبات نظام التعليم القائم على النتيجة التي تعزز إقرار نتائج بعينها. فعلى سبيل المثال، فقد وضعت دول عديدة معايير التعليم القائم على النتيجة الخاصة بها وبذلك يمكنهم التركيز على الرياضيات واللغة والعلوم والتاريخ بدون الإشارة إلى الاتجاهات أو المهارات الاجتماعية أو القيم الأخلاقية. ولكنها، تحظى هنا بمجموعةٍ من الاستثناءات وهي: المهارات الاجتماعية المستخدمة في العمل & سوق العمل ويُعد العمل على خفض معدل البطالة بين الشباب هو قيمة أخلاقية (أزمة توظيف الشباب التابعة لمكتب منظمة العمل الدولي).
وتكون السمات الأساسية المحتمل استخدامها للحكم إذا قام نظام ما بتطبيق أنظمة التعليم القائم على النتيجة هي:
- ابتكار إطار عمل للمناهج الدراسية الذي يحدد نتائج بعينها يمكن قياسها. وعادةً يتم اختيار المعايير المتضمنة في أُطر العمل من خلال عملية سياسية طبيعية بالمنطقة،
- الالتزام ليس فقط من أجل تقديم فرصة للتعليم وإنما للحصول على نتائج التعلّم من أجل التقدّم. ويُعد الحث على الانتقال إلى الدرجة العلمية التالية، وهي الدبلوم أو أي منحة أخرى تُمنح عند تحقيق المعايير، بينما تتم إضافة فصول دراسية أو تتكرر سنة دراسية أو أية إجراءات أخرى على هؤلاء الذين لم يستوفوا المعايير الموضوعة.
- تحدد التقييمات القائمة على المعايير ما إذا كان الطلاب يستوفون المعايير المذكورة أم لا. فقد تتخذ تلك التقييمات أي شكل، طالما أن تلك التقييمات تقيس فعليًا ما إذا كان الطالب يعرف المعلومات المطلوبة أو يمكنه أداء المهمة المطلوبة.
- الالتزام بأن جميع الطلاب في كافة المجموعات سيستوفون في النهاية الحد الأدنى من المعايير نفسها. فقد لا «تتسامح» المدرسة بشأن الطلاب غير الناجحين.

### النتائج
يكون التأكيد في نظام التعليم القائم على النتيجة على النتائج المقاسة بدلاً من «المُدخلات،» مثل كم عدد الساعات التي يقضيها الطالب في الفصل أو ما هي الكتب الدراسية المقدّمة له. وقد تشمل هذه النتائج مجموعة من المهارات والمعارف، الحد من البطالة بين الشباب، والعائد على الاستثمار. وبوجه عام، من المتوقع أن تكون النتائج قابلة واقعيًا للقياس، حيث إنه «يمكن للطالب العدو لمسافة 50 مترًا في أقل من دقيقة واحدة» بدلاً من «أن يستمتع الطالب بحصة التربية البدنية.» وعادةً ما يشتمل النظام الكامل للنتائج بالنسبة للموضوع على كل شيء بداية من سرد الحقائق («حيث سيقوم الطلاب بتحديد ثلاثة مسرحيات مأساوية (تراجيديا) كتبها شكسبير») إلى التحليل المعقد والتفسير («حيث يقوم الطالب بتحليل السياق الاجتماعي لـتراجيديا شكسبيرية بأسلوبٍ سهل»). قد تكون كتابة نتائج مناسبة وقابلة للقياس أمرًا شديد الصعوبة وعادة ما يكون اختيار نتائج بعينها مصدرًا للخلافات المحلية.
وكل وكالة تعليمية مسئولة عن وضع النتائج الخاصة بها. وفي ظل نموذج نظام التعليم القائم على النتيجة، فقد تحدد الوكالات التعليمية أي نتيجة ترغب في الحصول عليها (مهارات أو معرفة)، وليس المدخلات (الرحلات الميدانية وترتيبات اليوم الدراسي وأساليب التدريس). تشمل بعض النماذج المشهورة للنتائج المعايير الوطنية لتدريس العلوم التابعة للمجلس الوطني لمعلمي الرياضيات (NCTM) والقواعد والمعايير الخاصة بتدريس الرياضيات في المدارس، بالإضافة إلى إعادة النظر في منظومة التعليم التابعة للاتحاد الأوروبي.

### مناهج التصنيف وإعداد التقارير والتوجيه
تتمثل أهمية ما ينتج عن استخدام هذا المنهج في تقييم الطلاب في مقابل الأهداف الخارجية والمطلقة بدلاً من إعداد تقارير حول إنجازات الطلاب النسبية. ولا يتم قبول النموذج التقليدي للتصنيف باستخدام المنحنى (حيث يحصل الطالب الأفضل على أفضل درجة، ويخفق الطالب الأسوأ من حيث الأداء دائمًا (حتى وإن كان يعرف المادة المطلوبة كلها)، وأي شخص آخر يصنف بطبيعة الحال في الدرجة المتوسطة) مطلقًا في نظام التعليم القائم على النتيجة أو التعليم القائم على المعايير. فعوضًا عن ذلك، يتعلّق أداء الطالب بشروطٍ مطلقة: «فمثلاً تعرف جين كيف تكتب حروف الأبجدية» أو «تجاوب جين على 80% من الأسئلة بشكلٍ صحيح» بدلاً من «أجابت جين على معظم الأسئلة بشكلٍ صحيح أكثر من ماري.»
وفي ظل نظام التعليم القائم على النتيجة، يمكن أن يستخدم المدرسون أي نظام تصنيف موضوعي يختارونه، بما يتضمن التصنيف بالحروف. وفي الواقع، تتبنى مدارس عديدة أساليب نظام التعليم القائم على النتيجة وتستخدم أنظمة التصنيف نفسها التي كانت تستخدمها دائمًا. ومع ذلك، بهدف التخرج والتقدم والتذكّر، يتتبع نظام التعليم المطور تمامًا والقائم على النتيجة ويقرر بشأن الدرجة الكليّة المفردة لموضوعٍ ما، كما أنه يوفر معلومات حول العديد من النتائج المحددة داخل هذا الموضوع. فعلى سبيل المثال، بدلاً من مجرد اجتياز اختبار في الرياضيات، فيمكن تقييم الطالب في المستوى الرابع في معرفة الأرقام والمستوى الخامس في المفاهيم الجبرية والمستوى الثالث في مهارات القياس، وما إلى ذلك. ويُعد هذا المنهج ذا قيمة بالنسبة للمدارس والآباء وذلك بسبب تحديده لمكامن القوى الضعف لدى الطالب على وجه التحديد.
وفي أحد مناهج التصنيف البديل، يُصنف الطالب «بالمستويات» بدلاً من التصنيف بالحروف. ومن مرحلة الروضة إلى أن يبلغ 12 عامًا، سوف يحصل الطالب على إما مستوى أساسي (وهو مستوى ما قبل التأسيسي) أو أن يتم وضعه في المستويات من الأول إلى الثامن، وفي أبسط تطبيق، يشير اكتساب «المستوى» إلى اعتقاد المدرس بأن الطالب قد حصل على تعليم يكفي للمادة الحالية ليتمكن من النجاح في المستوى التالي من العمل. لا يمكن للطالب أن يخفق في مادة دراسية في هذا النظام من الناحية الفنية: فببساطة فإن الطالب الذي يحتاج إلى مراجعة المادة الحالية لن يحقق نجاحًا في المستوى التالي في نفس الوقت كمعظم زملائه من العمر نفسه. ويذكر ذلك النمو التفاضلي خلال المراحل المختلفة مما يجعل المدرس يركّز على الاحتياجات الفردية للطلاب.
وفي هذا المنهج، يكون الطلاب وآبائهم هم الأفضل في متابعة التقدّم من عام لآخر، حيث إن المستويات تقوم على أساس المعايير المتواصلة مع إجمالي الوقت الذي يقضيه الطالب في المدرسة. ومع ذلك، يدرك البعض الخلل الموجود في هذا النظام: بينما يكون الأمر طبيعي كليًا لبعض الطلاب للعمل على نفس مستوى النتائج لأكثر من عامٍ واحد، وقد اجتمع الطلاب وآبائهم على إمكانية حدوث تقدّم متواصل وثابت من خلال العمل المدرسي. ولذلك يفسر الآباء والطلاب التجربة الطبيعية بإنها فاشلة.
ويؤكد ذلك على الإدراك الإيجابي للإنجازات ومقارنة أداء الطالب الحالي بأدائه سابقًا، مما جعل البعض يدعون بأن هذا النظام يعمل على «تخفيف حدة» التعليم (وادعى البعض أن ذلك يجعل الدراسة صعبة للغاية)، حيث إنه يدرك الإنجاز على مستوياتٍ مختلفة. وحتى هؤلاء الذين لم يحققوا درجة النجاح في المنهج التقليدي على أساس العمر يمكن تمييزهم بسبب تحسّنهم الفردي والإيجابي والملموس.
ويأمل المدرسون العاملون بنظام التعليم القائم على النتيجة في التعامل مع الاحتياجات الفردية لكل طالب وفي إعطاء فرص له لتحقيق الإنجاز على مختلف المستويات. لذا، نظريًا، يُعطى الطلاب ضعفاء المستوى عملاً بسيطًا، بينما يتقدم الطلاب المتميزون بنحوٍ استثنائي في عملهم. وعمليًا، يصعُب إدارة برامج الدراسة المستقلة لثلاثين فرد أو أكثر. ودائمًا ما يقوم المدرسون الجيدون بالمواءمة مع قدرات الطلّاب: حيث يوضح نظام التعليم القائم على النتيجة المنهج بنحوٍ كبير وينعكس المنهج في وضع الدرجات وإعداد التقارير.

## كتابات أخرى
Castleberry, Thomas. 2006. "Student Learning Outcomes Assessment within the Texas State University MPA Program." Applied Research Project. Texas State University. http://ecommons.txstate.edu/arp/182/

## وصلات خارجية
الخلفية 
- Probe Ministries Outcome Based Education by Don Closson. 1993.

Educational conferences
- Lanyrd (1 hit in 2012) ECOO Conference 2012
- Conferencealerts.com (3 hits for 2013)
- Allconferences.com (199 hits for past and future)
- Yahoo Directory

Pro OBE Links 
- Partnership For Learning
- National Center on Education and the Economy

Anti OBE Links 
- Cure Washington, citizens critical of OBE
- Pennsylvania Parents Commission Video Presentation: "Who controls our children?" by Peg Luksik
- People in Western Australia lobbying against Outcomes Education
- Back to Basics Reform: or...OBE *Skinnerian International Curriculum?